# Vincent Lavenu
Vincent Lavenu (Chambéry, 12 januari 1956) is een Frans voormalig wielrenner en tegenwoordig ploegleider. 
Als wielrenner was Lavenu actief tussen 1983 en 1991. Lavenu begon zijn ploegleiderscarrière in 1997 bij Casino. Dit team ging later over in Ag2r Prévoyance. Onder zijn leiding is dit provençaals team uitgegroeid tot de middenmoot van de Pro Tour. 

## Resultaten in voornaamste wedstrijden
| Jaar | Ronde van Italië | Ronde van Frankrijk | Ronde van Spanje |
| ---- | ---------------- | ------------------- | ---------------- |
| 1987 |                  |                     |                  |
| 1989 |                  | 65e                 |                  |

| Jaar | Parijs-Roubaix |
| ---- | -------------- |
| 1987 |                |
| 1989 | 53e            |